# Системы создания ИЭТР
Системы создания ИЭТР (IETM) (IETM — Interactive Electronic Technical Manual, ИЭТР — интерактивные электронные технические руководства) — организационно-технические системы, предназначенные для автоматизированной подготовки сопроводительной документации на сложные технические изделия в электронном виде. Сами ИЭТР могут содержать текстовые, графические, аудио и видео данные.
В зависимости от функциональности эксплуатационной документации ИЭТР делится на несколько классов:
- Индексированные цифровые изображения документов
- Линейно-структурированные электронные технические публикации (IETP-L)
- Иерархически-структурированные электронные технические публикации (IETP-D)
- Интегрированные электронные технические публикации (IETP-I)
- WEB-ориентированные электронные технические публикации (IETP-X)